# Evangelische Kirche (Dreisbach)

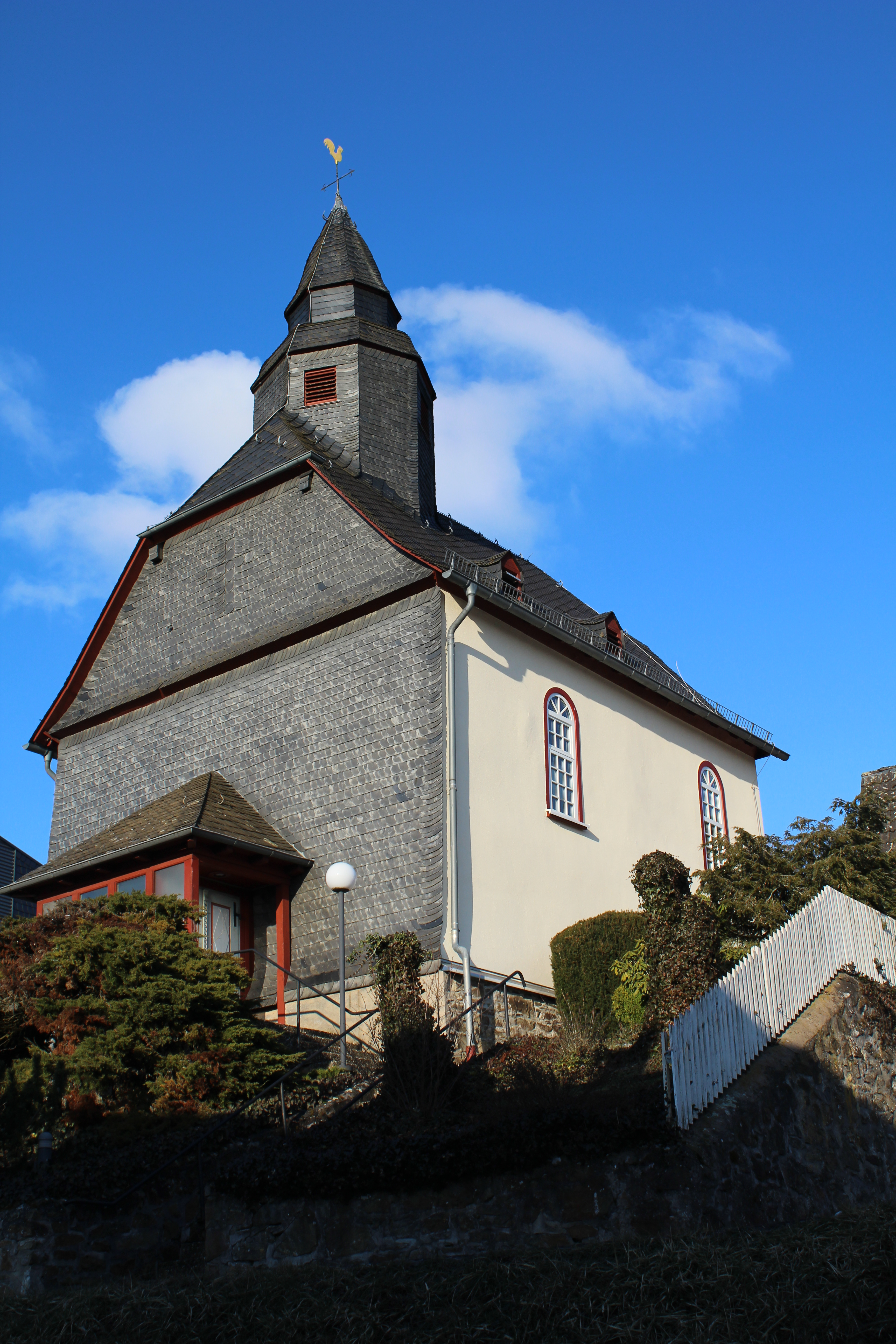
Dreisbacher Kirche

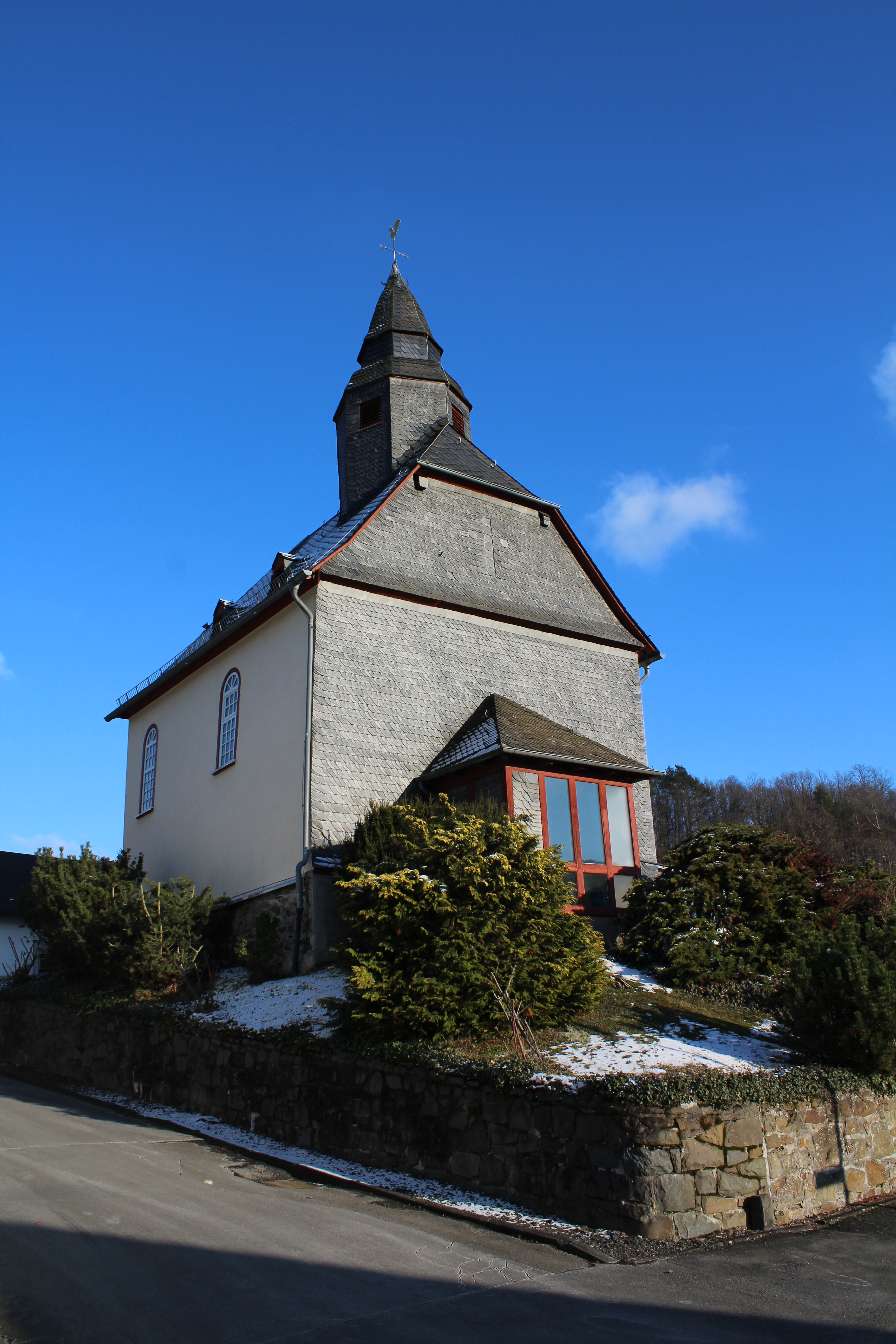
Ansicht von Westen

Die Evangelische Kirche in Dreisbach in der Gemeinde Ehringshausen im Lahn-Dill-Kreis (Hessen) ist eine barocke Fachwerkkirche mit Haubendachreiter aus dem 18. Jahrhundert. Der denkmalgeschützte Saalbau prägt das Ortsbild und ist aufgrund seiner geschichtlichen, künstlerischen und städtebaulichen Bedeutung hessisches Kulturdenkmal.

## Geschichte
Dreisbach gehörte im ausgehenden Mittelalter wie die anderen Dörfer „auf der Lemp“ zum Sendbezirk Dillheim im Archipresbyterat Wetzlar im Archidiakonat St. Lubentius Dietkirchen im Bistum Trier. Das Kirchspiel Dillheim umfasste die zwölf Ortschaften Dillheim, Bechlingen, Berghausen, Breitenbach, Daubhausen, Dreisbach, Edingen, Ehringshausen, Katzenfurt, Kölschhausen, Niederlemp und Werdorf. Das Kirchenpatronat lag bei Solms-Braunfels.
Im Kirchspiel Dillheim  wurde vermutlich ab 1524 unter Pfarrer Johannes Zaunschliffer von Braunfels (1524–1530) die Reformation eingeführt. 1566 oder 1568 wurden fünf Dörfer aus dem Kirchspiel Dillheim ausgelagert und das Kirchspiel Kölschhausen gebildet. Dreisbach, Bechlingen, Breitenbach und Niederlemp sind seitdem Filialorte von Kölschhausen.
Das genaue Baujahr der Kirche ist unbekannt. Kirchenbücher wurden in Dreisbach 1697 angelegt. Die Ständerbauweise des Fachwerks spricht gegen das frühe 18. Jahrhundert. Die Kanzel ist mit der Jahreszahl 1772 bezeichnet, was auch das Baujahr der Kirche sein kann. Die erste Glocke ist nicht erhalten. Ab 1913 beherbergte der Dachreiter zwei Glocken. In beiden Weltkriegen wurde jeweils eine Glocke an die Heeresverwaltung abgeliefert und nach dem Krieg wieder ersetzt.
Im Zuge einer Renovierung wurde 1973 im Westen ein kleiner Vorbau errichtet und der Eingang auf die Südseite verlegt. Die Kirchenbänke wurden durch Einzelstühle ersetzt, der Fußboden mit neuen Fliese belegt und die ursprüngliche türkise Fassung der hölzernen Ausstattungsstücke wiederhergestellt. In den 1990er Jahren wurde der Außenputz erneuert.
Die evangelisch-reformierte Kirchengemeinde Kölschhausen gehört zum Evangelischen Kirchenkreis an Lahn und Dill in der Evangelischen Kirche im Rheinland.

## Architektur

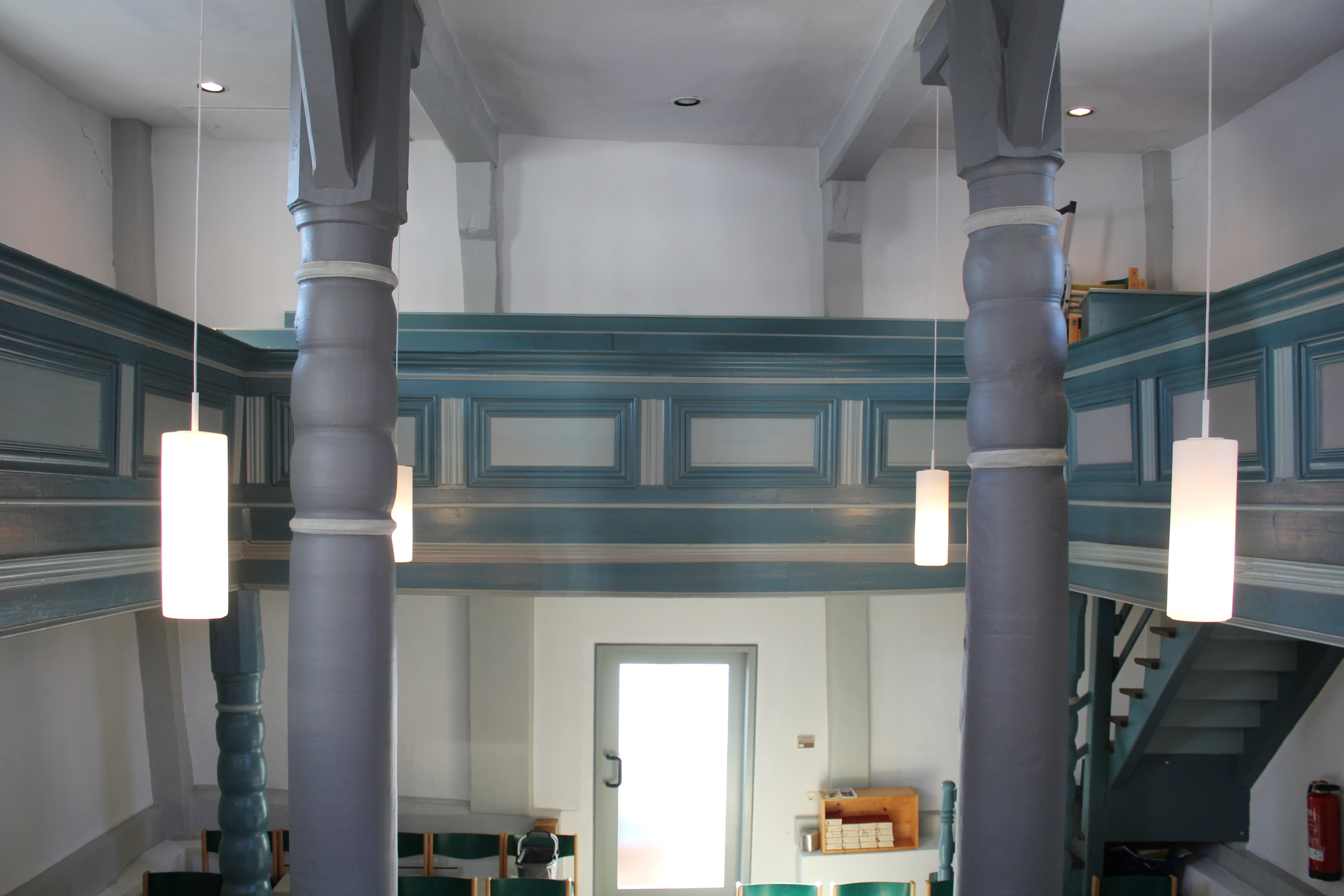
Im Inneren stützen Säulen und Wandständer die Unterzüge.

Der nicht exakt geostete, sondern nach Nordost ausgerichtete Saalbau steht im Nordwesten des Ortes prominent auf einer steilen Anhöhe. Über einem Steinsockel ist die Kirche in Ständerbauweise mit konstruktivem Fachwerk mit leicht vorkragenden Giebeln errichtet. Wahrscheinlich war die Kirche von Anfang an verputzt. Im Inneren sind die tragenden Eckständer sichtbar. Die Westseite ist vollständig verschiefert, die drei anderen Seiten sind weiß verputzt. Im verschieferten Ostgiebel sind zwei kleine Rechteckfenster zur Belichtung des Dachbodens eingelassen. Ansonsten sind die Schmalseiten fensterlos. Der Innenraum wird an den Langseiten durch je zwei Rundbogenfenster mit Sprossengliederung mit Licht versorgt. Der westliche Vorbau von 1973 mit südlichem Eingang und verschiefertem Dach dient als Windfang und gewährt den Zugang zur mittig eingelassenen Westtür.
Die kleine Kirche, die 110 Besuchern Platz bietet, wird von einem verschieferten Schopfwalmdach bedeckt, das an beiden Seiten mit zwei kleinen Gauben mit Dreiecksgiebelchen bestückt ist. Westlich ist ein verschieferter oktogonaler Dachreiter aufgesetzt, der eine Höhe von 16 Metern erreicht. Im Bereich der Glockenstube sind kleine viereckige Schallöffnungen eingelassen. Der gedrungene Spitzhelm wird von einem Kreuz mit vergoldetem Wetterhahn bekrönt.

## Ausstattung

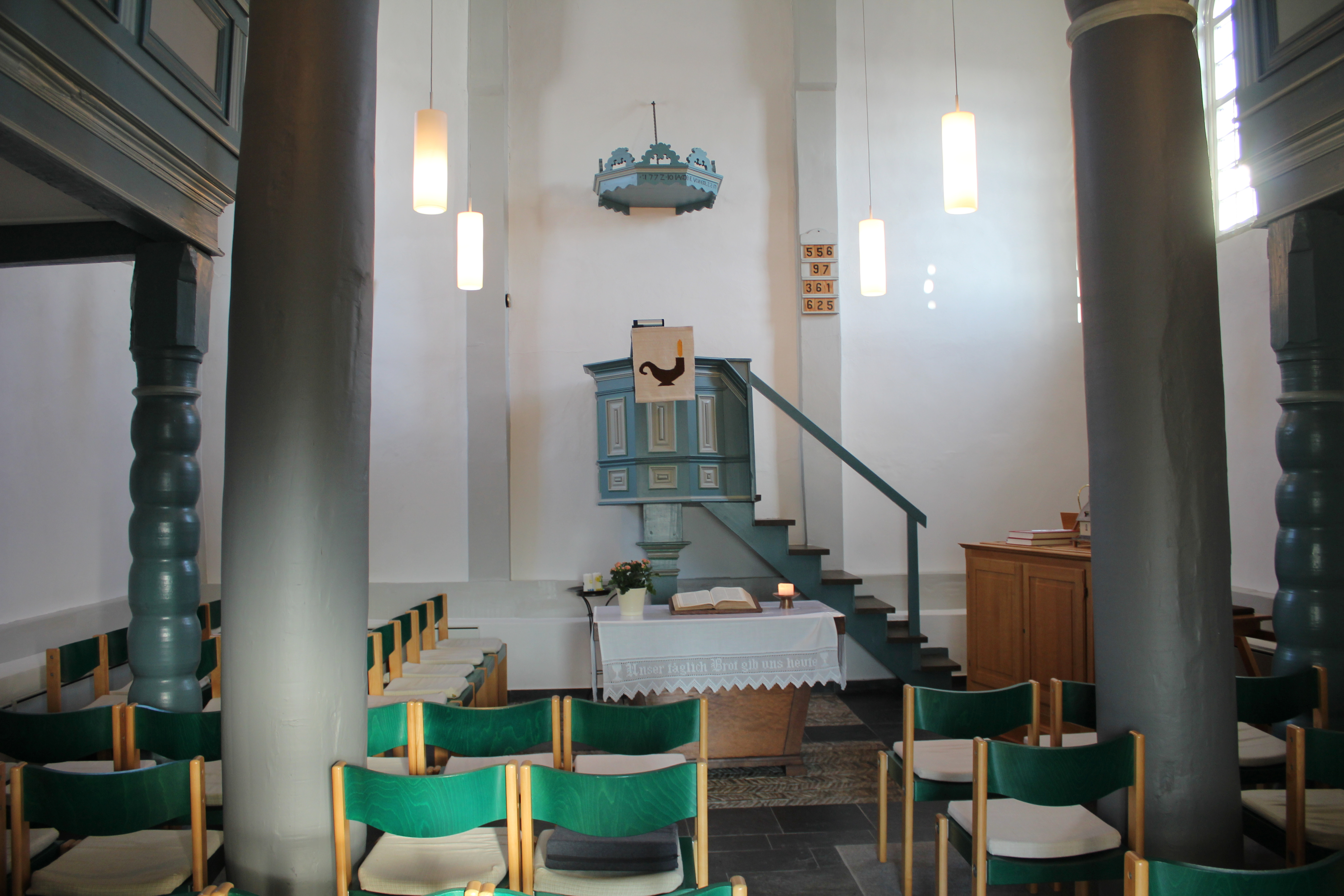
Blick auf den liturgischen Bereich

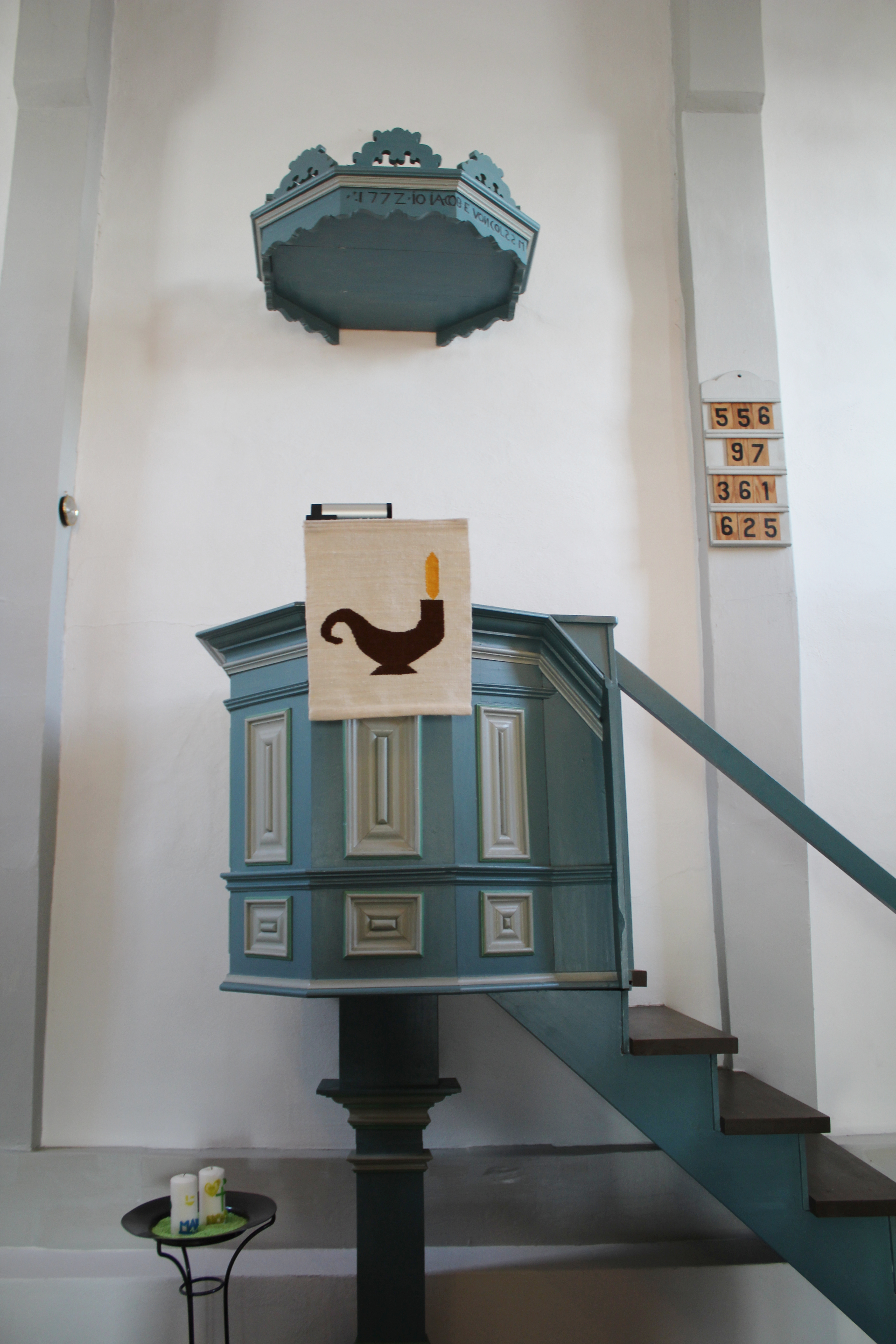
Kanzel des 18. Jahrhunderts

Die repräsentative Gestaltung des Innenraums orientiert sich an der Evangelischen Kirche Kölschhausen. Auch in Dreisbach wird das Innere von einer Flachdecke abgeschlossen, die auf zwei Längsunterzügen ruht. Zwei starke Holzsäulen mit Sattelholz und Bügen sind im oberen Teil mehrfach eingeschnürt und nehmen das Gewicht des Dachreiters und der Decke auf. Zudem stützen je zwei Wandständer an den beiden Schmalseiten die Unterzüge. Im westlichen Teil ist eine dreiseitig umlaufende hölzerne Empore eingebaut, die von mehrfach eingeschnürten Säulen mit achtseitigem Kopfstück getragen wird. Die Brüstungen haben querrechteckige kassettierte Füllungen. Unter Kanzel und Altar ist in zwei rechteckigen Feldern der Boden mit Bachkieselsteinen im Fischgrätmuster erhalten. Ansonsten ist der Fußboden mit dunkelgrauen Schieferplatten belegt.
Der blockförmige Holzaltar hat eine überstehende Platte. Mittig an der Ostwand hervorgehoben, ist die bauzeitliche hölzerne Kanzel auf einem viereckigen Pfosten aufgestellt. Die Kanzelfelder haben unten querrechteckige und oben hochrechteckige profilierte Füllungen. Der zierliche achtseitige Schalldeckel entspricht von der Form dem polygonalen Kanzelkorb. Er hat flachgeschnitzte Aufsätze und trägt die Inschrift: „1772 iO JACOB E. VON COL 22 M“.

## Orgel

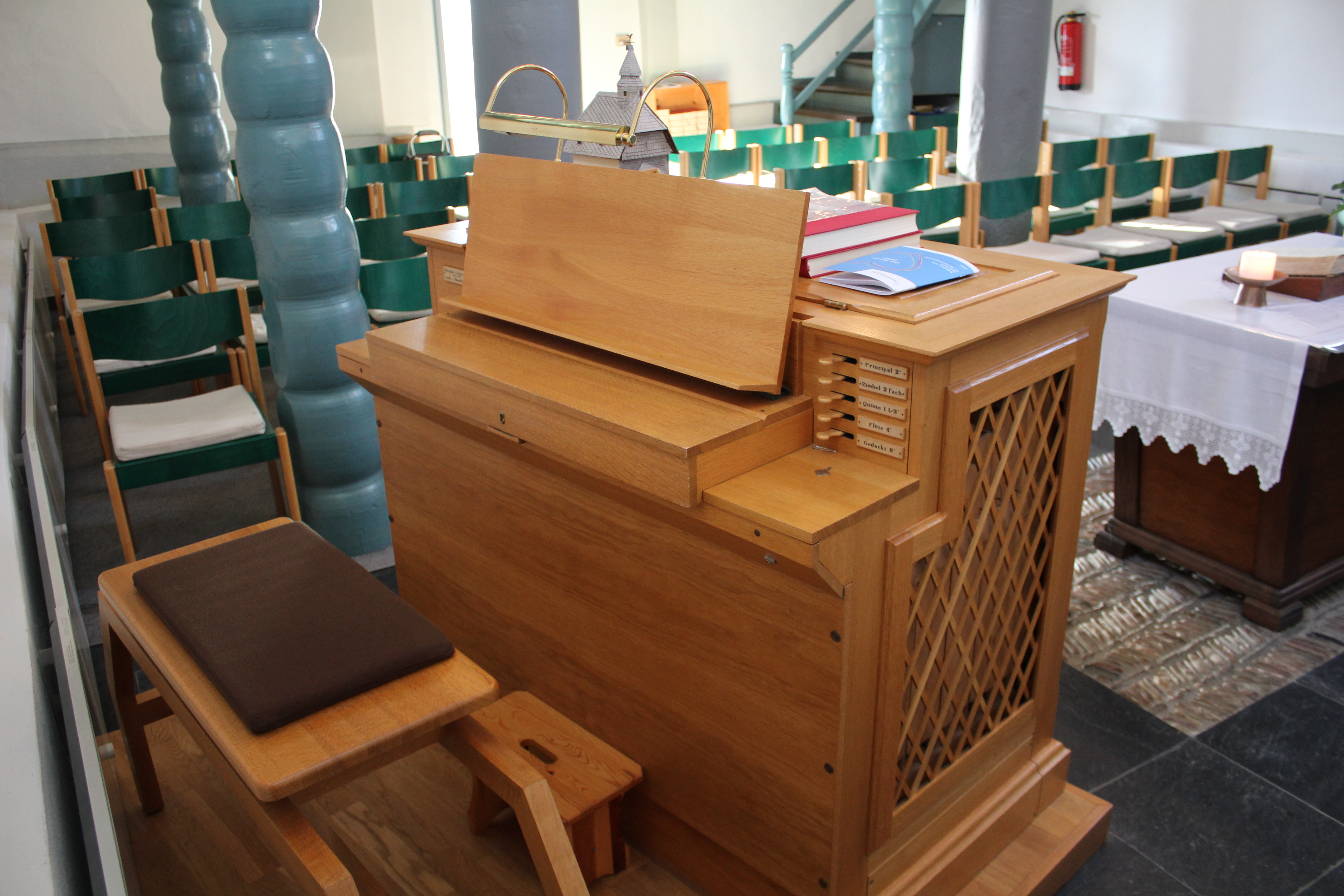
Orgel von 1989

Die Licher Firma Förster & Nicolaus Orgelbau baute 1989 eine Truhenorgel. Sie verfügt über fünf Register auf einem Manual und hat kein Pedal. Das Instrument hat folgende Disposition:
| I Manual C–f3 |       |
| Gedackt       | 8′    |
| Flöte         | 4′    |
| Principal     | 2′    |
| Quinte        | 1 ⁄3′ |
| Zimbel II     |       |

## Glocken
Vor 1836 besaß die Kirche nur eine Glocke, die nicht erhalten ist. 1913 schaffte die Gemeinde zwei kleine neue Glocken der Firma Rincker mit den Massen 142 und 83 kg an. Im Ersten Weltkrieg wurde eine Glocke an die Rüstungsindustrie abgeliefert. Eine Ersatzglocke erlitt im Zweiten Weltkrieg dasselbe Schicksal. 1954 goss Rincker eine neue Glocke.
| Nr. | Gussjahr | Gießer, Gussort | Durchmesser (mm) | Höhe (mm) | Inschrift                                                                                              |
| 1   | 1954     | Rincker, Sinn   | 630              | 480       | Land, Land, höre des Herrn Wort!                                                                       |
| 2   | 1913     | Rincker, Sinn   | 515              | 420       | Concordia soll mein Name sein. Zur Eintracht, zum herzinnigen Vereine versammle die liebende Gemeinde. |